# Volker Prechtel

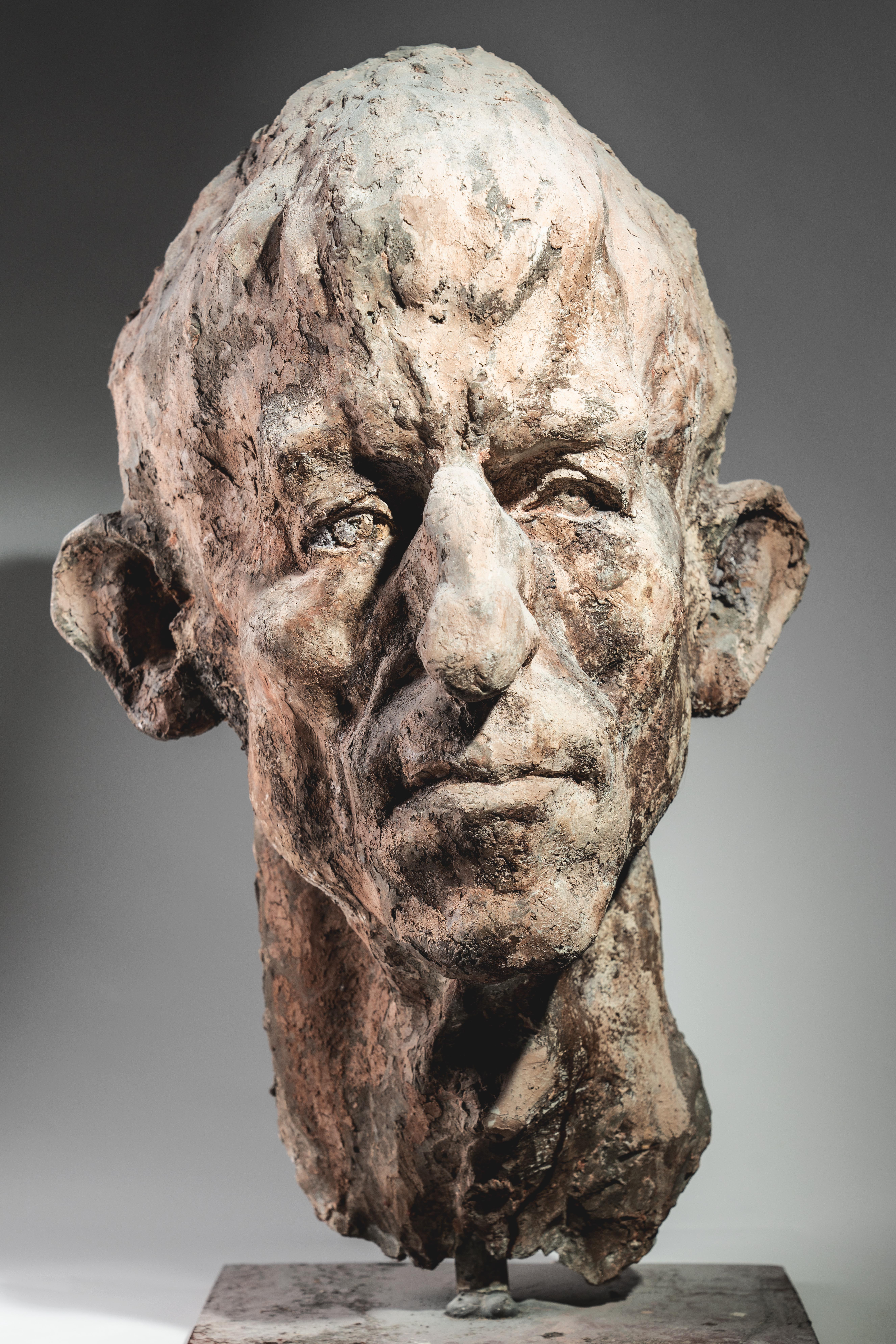
Porträtplastik von Volker Prechtel, 1995 geschaffen von Wolfgang Eckert

Volker Prechtel (* 9. August 1941 in Hopfen am See; † 7. August 1997 in Gröbenzell) war ein deutscher Theater-, Kino- und Fernsehschauspieler.

## Leben
Volker Prechtel studierte Pädagogik und arbeitete viele Jahre als Schullehrer. Erst spät fand er über Laienbühnen den Weg zu einer professionellen Schauspielkarriere. Sein unverwechselbares Gesicht mit der markanten Nase war in mehr als hundert Film- und Fernsehauftritten meist in Nebenrollen zu sehen. Volker Prechtel war auch in zahlreichen Theater-Produktionen zu sehen. Er spielte u. a. an den Münchner Kammerspielen, am Münchner Volkstheater, in der Kleinen Komödie am Max II, an der Freien Volksbühne Berlin und am Münchner Theater für Kinder, wo er u. a. in Tischlein Deck Dich und Klaus Klettermaus zu sehen war.
International bekannt wurde Volker Prechtel als Mönch Malachias an der Seite von Helmut Qualtinger und Sean Connery in der Verfilmung von Umberto Ecos Roman Der Name der Rose (1986). In der Krimireihe Der König spielte er einen Linienbus-Chauffeur.
Volker Prechtel starb im August 1997, zwei Tage vor seinem 56. Geburtstag, an den Folgen eines Krebsleidens. Er wurde auf dem Städtischen Friedhof Hopfen am See beigesetzt.

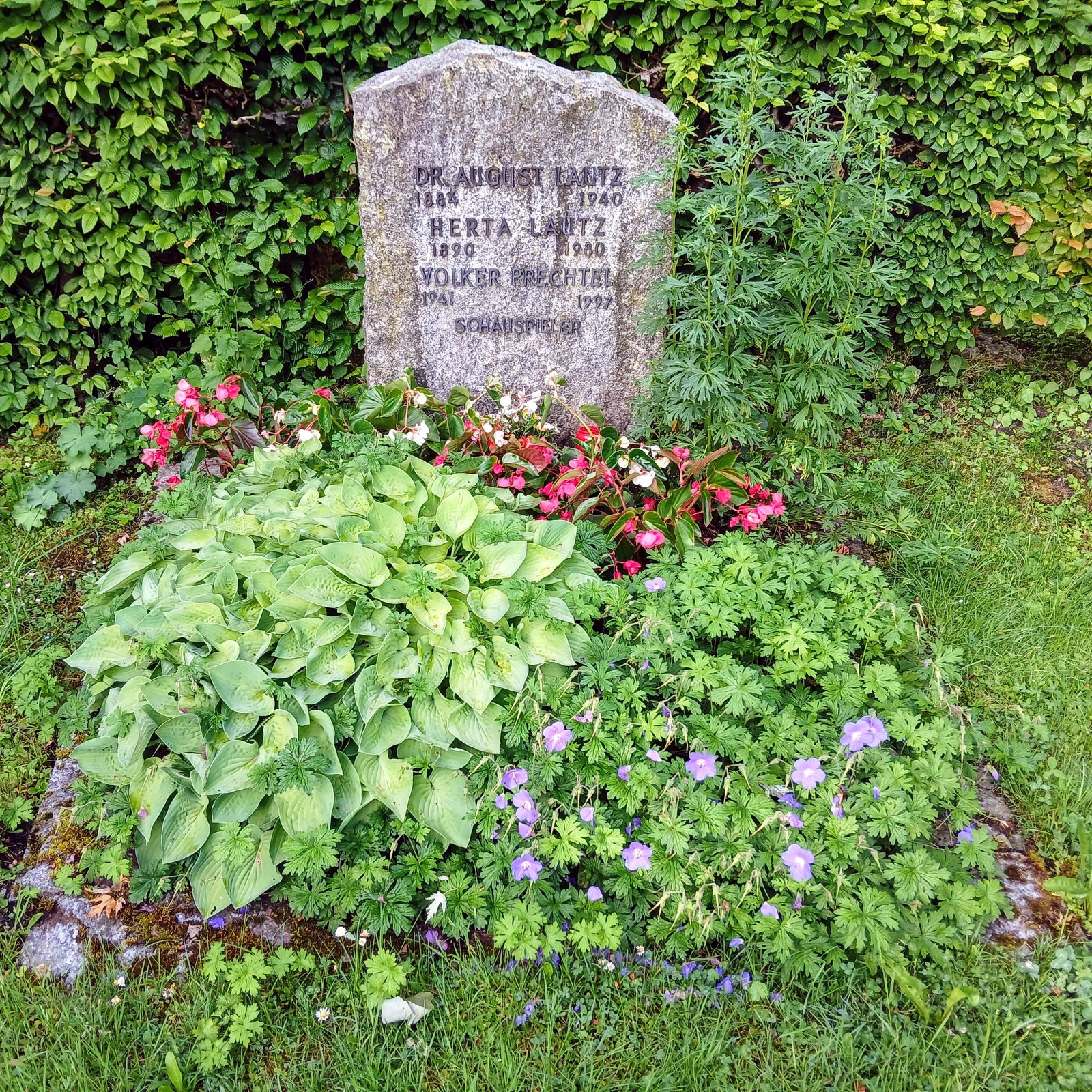
Grab von Volker Prechtel

## Filmografie (Auswahl)

### Kino
- 1974: Der Jäger von Fall
- 1974: Die Akte Odessa (The Odessa File)
- 1974: Jeder für sich und Gott gegen alle
- 1976: Herz aus Glas
- 1975: Frankensteins Spukschloß
- 1976: Die Marquise von O.
- 1979: Woyzeck
- 1981: Das gefrorene Herz
- 1981: Ach du lieber Harry
- 1981: Piratensender Powerplay
- 1982: Drei gegen Hollywood
- 1985: Big Mäc
- 1985: Der schwarze Tanner
- 1986: Der Name der Rose
- 1988: Starke Zeiten
- 1991: Cerro Torre: Schrei aus Stein
- 1992: Ein Fall für TKKG: Drachenauge

### Fernsehen
- 1975: Derrick – Ein Koffer aus Salzburg
- 1976: Sternsteinhof
- 1976–1977: Nonstop Nonsens (3 Folgen)
- 1977: Sachrang
- 1977: Tatort: Das Mädchen am Klavier
- 1978: Die unsterblichen Methoden des Franz Josef Wanninger
- 1979: Tatort: Mitternacht, oder kurz danach
- 1980: Glaube Liebe Hoffnung
- 1980: Der Millionenbauer
- 1982–1984: Der Andro-Jäger
- 1983: Martin Luther
- 1983: Meister Eder und sein Pumuckl in Der erste April
- 1983: Auf Achse in Sizilianische Geschäfte
- 1983: Weißblaue Geschichten
- 1984: Die Wiesingers
- 1985: Tatort: Schicki-Micki
- 1987: Hans im Glück
- 1987: Anna
- 1989–1997: Forsthaus Falkenau als Toni Lederer in 108 Folgen
- 1989: Wallers letzter Gang
- 1990–1991: Löwengrube
- 1994–1996: Der König
- 1995: Die Fernsehsaga – Eine steirische Fernsehgeschichte
- 1997: Zwei Brüder in Nervenkrieg
- Gastauftritte unter anderem in Café Meineid und Derrick

## Theatrografie
- Münchner Kammerspiele
- Münchner Volkstheater
- Kleine-Komödie-am-Max-II-Denkmal in München
- Freie Volksbühne Berlin
- Münchner Theater für Kinder